# Перший Храм святителів Московських (Чистякове)
Храм Святителів Московських (перший) — історична культова споруда в м. Чистяковому Донецької області, яка існувала в період з 1868 по 1937 роки на території тогочасного міста.
Храм був дерев'яний у вигляді хреста, до нього була прибудована дзвіниця.